# Humienowszczyzna Wielka
Humienowszczyzna Wielka (biał. Вялікая Гуменаўшчына, Wialikaja Humienauszczyna; ros. Великая Гуменовщина, Wielikaja Gumienowszczina) – wieś na Białorusi, w obwodzie mińskim, w rejonie stołpeckim, w sielsowiecie Szaszki, przy drodze republikańskiej R54.

## Historia
W dwudziestoleciu międzywojennym dwie wsie (współczesne Humienowszczyzna Wielka i Humienowszczyzna Mała) leżące w Polsce, w województwie nowogródzkim, w powiecie stołpeckim. Jedna z nich położona była w gminie Rubieżewicze, druga natomiast w gminie Derewno. Demografia w 1921 przedstawiała się następująco:
- Humienowszczyzna w gminie Rubieżewicze – 313 mieszkańców, zamieszkałych w 49 budynkach, w tym 304 rzymskich katolików, 6 prawosławnych i 3 żydów
- Humienowszczyzna w gminie Derewno – 197 mieszkańców, zamieszkałych w 34 budynkach, wyłącznie rzymskich katolików.

Obie wsie zamieszkiwali wyłącznie Polacy.
Po II wojnie światowej w granicach Związku Sowieckiego. Od 1991 w niepodległej Białorusi.